# The Leper's Coat
The Leper's Coat è un cortometraggio muto del 1914 diretto e interpretato da Phillips Smalley e Lois Weber la quale firma anche la sceneggiatura. Altri interpreti del film - prodotto dalla Rex Motion Picture Company e distribuito dall'Universal - sono Rupert Julian e Jeanie Macpherson.

## Trama
La moglie del medico di un sanatorio vive nella paura di essere esposta alle malattie infettive e, una sera, durante una cena con un amico di famiglia, mentre il marito è assente, esterna i suoi timori e l'orrore per quella vita all'amico, chiedendogli di aiutarla ad andarsene. L'uomo, però, si rifiuta di ascoltarla. Poco dopo, l'amico si fa visitare dal medico che gli consiglia di non prendere freddo e di vestirsi più caldo e, visto che ora dovrà affrontare il freddo per tornare a casa, il medico gli fa indossare un caldo cappotto che ha mandato a prendere in casa alla moglie. Giunto nel suo appartamento e toltosi il cappotto, l'uomo legge nella tasca interna il nome del proprietario. Si tratta di Georg Earl, un noto lebbroso al cui caso è stata data grande pubblicità e che ora è in cura al sanatorio. Preso dalla paura di essersi potuto contagiare, l'uomo comincia a sragionare. I domestici, che lo sentono parlare da solo, fuggono dalla casa. Intanto, la moglie del medico, pentita per ciò che ha fatto, si strugge in lacrime. Vede l'amico venire al sanatorio, dove l'uomo lascia un biglietto indirizzato al medico nel quale minaccia di ucciderlo se su di lui si manifesteranno i sintomi della lebbra. La donna confessa allora tutto al marito che si mette alla ricerca dell'uomo invasato. Questi vaga per il paese delirando e dicendo a tutti quelli che incontra per strada di essere un lebbroso. Una giovane adepta della Chiesa scientista, non mostrando alcuna paura e forte della sua fede, lo accoglie in casa sua e se ne prende cura. Finalmente il medico lo ritrova e, per calmarlo, gli dice che il cappotto non apparteneva a Earl, ma che era stata sua moglie a mettere nella tasca quel biglietto con il suo nome.

Il tempo passa. Il malato si riprende a poco a poco, curato dalla giovane scientista che gli fa dimenticare le sue paure e lo rasserena. I due si sposano. Un giorno, l'uomo riceve una lettera dal medico il quale gli scrive che, in effetti, il cappotto apparteneva proprio al lebbroso. La scienza ha dimostrato che la paura della malattia produce i suoi sintomi sicuramente molto di più del contagio e che il pensiero governa il corpo.

## Produzione
Il film fu prodotto dalla Rex Motion Picture Company.

## Distribuzione
Distribuito dalla Universal Film Manufacturing Company, il film - un cortometraggio in una bobina - uscì nelle sale cinematografiche statunitensi il 25 gennaio 1914.